# Klarvattutjärnen (Degerfors socken, Västerbotten, 717044-168712)
Klarvattutjärnen är en sjö i Vindelns kommun i Västerbotten och ingår i Sävaråns huvudavrinningsområde.